# Reilly, l'asso delle spie
Reilly, l'asso delle spie (Reilly: Ace of Spies) è una miniserie televisiva britannica in 12 puntate trasmessa per la prima volta nel 1983. È una miniserie di spionaggio incentrata sulla vita di Sidney Reilly, tratta dal romanzo del 1967 Ace of Spies, scritto da Robin Bruce Lockhart.

## Trama
Sidney Reilly, un ebreo russo, diviene una delle più grandi spie al servizio dei britannici. Tra le sue missioni figurano l'infiltrazione nello Stato Maggiore generale tedesco nel 1917 e un quasi rovesciamento dei bolscevichi nel 1918. La sua reputazione con le donne è leggendaria, così come il suo genio per lo spionaggio.

## Personaggi e interpreti
- Sidney Reilly (12 episodi, 1983), interpretato da Sam Neill.
- Narratore (11 episodi, 1983), interpretato da Michael Bryant.
- Cummings (10 episodi, 1983), interpretato da Norman Rodway.
- Dzerzhinsky (6 episodi, 1983), interpretato da Tom Bell.
- Hill (6 episodi, 1983), interpretato da Hugh Fraser.
- Margaret (5 episodi, 1983), interpretata da Jeananne Crowley.
- Savinkov (5 episodi, 1983), interpretato da Clive Merrison.
- Zaharov (4 episodi, 1983), interpretato da Leo McKern.
- Fothergill (4 episodi, 1983), interpretato da Peter Egan.
- Grammaticoff (4 episodi, 1983), interpretato da Brian Protheroe.
- Sykes (4 episodi, 1983), interpretato da Malcolm Terris.
- Pepita (3 episodi, 1983), interpretata da Laura Davenport.
- Nadia Massino (3 episodi, 1983), interpretata da Celia Gregory.
- Lenin (3 episodi, 1983), interpretato da Kenneth Cranham.
- Lockhart (3 episodi, 1983), interpretato da Ian Charleson.
- Trilisser (3 episodi, 1983), interpretato da Anthony Higgins.
- Dagmara (3 episodi, 1983), interpretato da Frances Barber.
- Peters (3 episodi, 1983), interpretato da Bogdan Kominowski.

## Produzione
La miniserie è stata scritta da Troy Kennedy Martin ed è basata sul libro Ace of Spies del 1967 di Robin Bruce Lockhart. Sam Neill interpreta Sidney Reilly. La miniserie è composta da dodici puntate, ognuna delle quali della durata di circa 50 minuti, tranne la prima, che dura all'incirca 80 minuti. La miniserie è stata prodotta da Euston Films e Thames Television e girata negli Elstree Studios a Borehamwood nel Regno Unito, a Malta e in Francia.
Tra i registi della miniserie sono accreditati: Martin Campbell, sei episodi; Jim Goddard sei episodi. Tra gli sceneggiatori sono accreditati: Troy Kennedy-Martin, in 12 puntate; R.H. Bruce Lockhart, in 11 puntate.

## Colonna sonora
Le musiche sono state composte da Harry Rabinowitz.

## Distribuzione
La miniserie è stata trasmessa nel Regno Unito dal 5 settembre 1983 al 16 novembre 1983 sulla rete televisiva ITV. In Italia, dove è conosciuta anche con il titolo alternativo di Reilly, la spia più grande, la miniserie è stata trasmessa dal 1983 su Rete 4 con il titolo Reilly, la spia più grande.
La miniserie è stata inoltre distribuita in Spagna, con il titoloReilly - As de espías; in Canada, con il titolo Reilly - L'as des espions; in Portogallo, con il titolo Reilly - Rei dos Espiões; in Svezia, dal 12 luglio 1985.